# Kazachstán na Letních olympijských hrách 1996
Kazachstán na Letních olympijských hrách v roce 1996.

## Medailisté
| Medaile | Jméno               | Sport             | Soutěž                                                    |
| ------- | ------------------- | ----------------- | --------------------------------------------------------- |
| Zlato   | Jurij Melnyčenko    | Zápas             | Muži řecko-římský do 57 kg                                |
| Zlato   | Alex Paryginl       | Moderní pětiboj   | Muži                                                      |
| Zlato   | Vasilij Žirov       | Box               | Muži váha polotěžká - do 81 kg                            |
| Stříbro | Sergey Belyayev     | Sportovní střelba | Muži 50 metrů libovolná malorážka 60 ran vleže            |
| Stříbro | Sergey Belyayev     | Sportovní střelba | Muži 50 metrů libovolná malorážka 3×40 ran polohový závod |
| Stříbro | Anatolij Chrapatyj  | Vzpírání          | Muži do 99 kg                                             |
| Stříbro | Bulat Jumadilov     | Box               | Muži váha muší - do 51 kg                                 |
| Bronz   | Jermachan Ibraimov  | Box               | Muži váha lehkotěžká do 71 kg                             |
| Bronz   | Bulat Niyazymbetov  | Box               | Muži velterová váha - do 63,5 kg                          |
| Bronz   | Maulen Mamyrov      | Zápas             | Muži volný styl do 52 kg                                  |
| Bronz   | Vladimir Vokhmyanin | Sportovní střelba | Muži 25 metrů rychlopalná pistole                         |